# Blangy-sur-Ternoise
Blangy-sur-Ternoise é uma comuna francesa na região administrativa de Altos da França, no departamento de Pas-de-Calais. Estende-se por uma área de 11,61 km². Em 2010 a comuna tinha 731 habitantes (densidade: 63 hab./km²).